# Lydia Cheromei
Lydia Cheromei (ur. 11 maja 1977 w rejonie Baringo) – kenijska lekkoatletka specjalizująca się w biegach długodystansowych.
Sukcesy sportowe zaczęła odnosić już w bardzo młodym wieku – mając 13 lat zdobyła w Bułgarii brązowy medal mistrzostw świata juniorów w biegu na 10 000 metrów, rok później zdobyła dwa złota (indywidualnie i drużynowo) w mistrzostwach świata w biegach na przełaj oraz została wicemistrzynią igrzysk afrykańskich w biegu na 10 000 metrów. W 1991 roku wygrała kenijskie kwalifikacje w biegu na 10 000 metrów do mistrzostw świata w Tokio jednak nie pojechała do Japonii z powodu zbyt młodego wieku. Na mistrzostwach świata juniorów w Seulu (1992) była czwarta w biegu na 10 000 metrów. Dwa brązowe medale wywalczyła na mistrzostwach świata w biegach przełajowych (1992). W tym samym czasie zaczęła odnosić sukcesy seniorskie – w 1992 zdobyła srebro, a w 1993 brąz w biegu na 10 000 metrów podczas mistrzostw Afryki. Podczas igrzysk afrykańskich w 1995 zajęła trzecie miejsce w biegu na 5000 metrów. Bez powodzenia startowała w 1996 roku w igrzyskach olimpijskich w Atlancie odpadając już w eliminacjach biegu na 5000 metrów. Wraz z koleżankami z drużyny zdobyła srebrny medal w rywalizacji zespołowej na długim dystansie podczas mistrzostw świata w biegach przełajowych (1997). Na przełomie 1999 i 2000 roku tryumfowała w cyklu IAAF World Cross Challenge. Zimą 2000 roku zdobyła drużynowe wicemistrzostwo świata w biegach przełajowych, a we wrześniu zajął szóste miejsce w finale biegu na 5000 metrów podczas igrzysk olimpijskich w Sydney. W kolejnym sezonie zdobyła brąz mistrzostw świata w biegach przełajowych, a w 2004 została wicemistrzynią świata w półmaratonie. Badania antydopingowe przeprowadzone 24 lutego 2005 wykazały stosowanie przez zawodniczkę niedozwolonych środków – Kenijka otrzymała karę dwuletniej dyskwalifikacji od 20 maja 2005 do 19 maja 2007. Po odbyciu kary wróciła do sportu i skupiła się na startach w biegach ulicznych. W 2012 startowała na mistrzostwach świata w półmaratonie, rozgrywanych w Kawarnie, na których zajęła czwarte miejsce oraz zdobyła srebro w rywalizacji drużynowej.
Medalistka mistrzostw Kenii (także w biegach przełajowych).
Rekordy życiowe: bieg na 5000 metrów – 14:46,72 (26 sierpnia 1997, Berlin); bieg na 10 000 metrów – 31:41,09 (27 czerwca 1992, Belle Vue Maurel); półmaraton – 1:07:26 (31 marca 2012, Praga); maraton – 2:21:30 (27 stycznia 2012, Dubaj).

## Osiągnięcia indywidualne
| Rok  | Impreza                                   | Miejsce          | Konkurencja      | Lokata      | Wynik    |
| ---- | ----------------------------------------- | ---------------- | ---------------- | ----------- | -------- |
| 1990 | Mistrzostwa świata juniorów               | Płowdiw          | bieg na 10 000 m | 3. miejsce  | 33:20,83 |
| 1991 | Mistrzostwa świata w biegach przełajowych | Antwerpia        | bieg juniorek    | 1. miejsce  | 13:59    |
| 1991 | Igrzyska afrykańskie                      | Kair             | bieg na 10 000 m | 2. miejsce  | 33:53,00 |
| 1992 | Mistrzostwa świata w biegach przełajowych | Boston           | bieg juniorek    | 3. miejsce  | 13:43    |
| 1992 | Mistrzostwa Afryki                        | Belle Vue Maurel | bieg na 10 000 m | 2. miejsce  | 31:41,09 |
| 1992 | Mistrzostwa świata juniorów               | Seul             | bieg na 10 000 m | 4. miejsce  | 33:01,99 |
| 1993 | Mistrzostwa Afryki                        | Durban           | bieg na 10 000 m | 3. miejsce  | 32:54,55 |
| 1995 | Finał Grand Prix IAAF                     | Monte Carlo      | bieg na 3000 m   | 7. miejsce  | 8:48,46  |
| 1995 | Igrzyska afrykańskie                      | Harare           | bieg na 5000 m   | 3. miejsce  | 15:52,6  |
| 1996 | Igrzyska olimpijskie                      | Atlanta          | bieg na 5000 m   | eliminacje  | 15:49,85 |
| 1997 | Mistrzostwa świata w biegach przełajowych | Turyn            | bieg seniorek    | 11. miejsce | 21:34    |
| 1997 | Mistrzostwa świata                        | Ateny            | bieg na 5000 m   | 5. miejsce  | 15:07,88 |
| 1997 | Finał Grand Prix IAAF                     | Fukuoka          | bieg na 5000 m   | 2. miejsce  | 15:15,64 |
| 2000 | Mistrzostwa świata w biegach przełajowych | Vilamoura        | bieg seniorek    | 4. miejsce  | 26:02    |
| 2000 | Igrzyska olimpijskie                      | Sydney           | bieg na 5000 m   | 6. miejsce  | 14:47,35 |
| 2000 | Finał Grand Prix IAAF                     | Doha             | bieg na 3000 m   | 4. miejsce  | 8:54,85  |
| 2001 | Mistrzostwa świata w biegach przełajowych | Ostenda          | bieg seniorek    | 3. miejsce  | 28:07    |
| 2004 | Mistrzostwa świata w półmaratonie         | Nowe Delhi       | półmaraton       | 2. miejsce  | 1:09:00  |
| 2012 | Mistrzostwa świata w półmaratonie         | Kawarna          | półmaraton       | 4. miejsce  | 1:09:13  |